# مقالة نقدية
مقالة نقدية (بالإنجليزية: critical article)‏ هي نوع من أنواع المقالات، حيث يشرح فيها الكاتب شيئاً بطريقة محايدة وتحليلية.

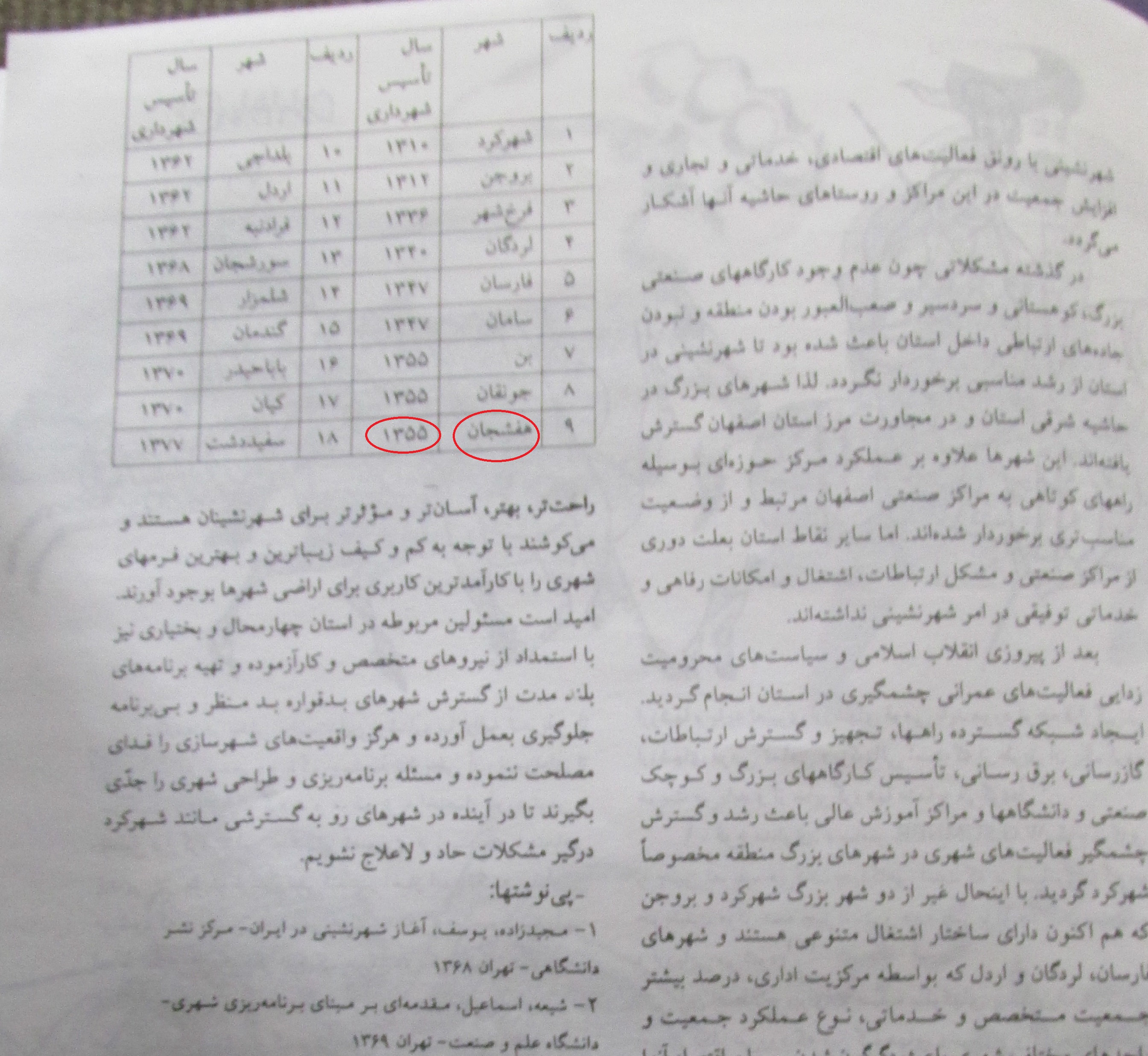

تدعم المقالات النقدية أفكاراً، تعارض أفكاراً أخرى، يحلل فيها الكاتب موضوعا يشمل جميع الأبعاد، في مثل هذه المقالات يستحسن أن يكون الشخص متمرساً في كتابة المواضيع، بسبب تطلبها مستوى عالي.

## كيف تنشئ مقالاً نقدياً
يمكن كتابة موضوع مقالي نقدي من خلال الإلتزام بهذه الأشياء:
1. المقدمة، تنوال القضية الخاصة المستهدفة، بطريقة ملخصة؛
2. جسم المقال، تفسير، تحليل الأبعاد كلها، وتكون مرتبطة بمصدر متعلق، تبيان أوجه القصور، يبين فيها الكاتب مدى تطوره في كتابة موضوعات مقالية نقدية؛
3. الخاتمة، إعطاء خلاصة الموضوع المقالي من حيث التقييم، والوقوف على التجربة والحركة الثقافية العامة للكاتب، يدعو الكاتب القارئ بقراءة المزيد.

## فوائد كتابة مقالات نقدية
- القراءة النقدية: قراءة الكثير من المصادر سواءً كتب، مقالات، التي تزيد من الثقافة.
- الكتابة النقدية: النظر في الأدلة المتعلقة للوصول إلى إستناجات منطقية. خطأ يرتكبه الكثيرون هو الإعتماد على مصدر واحد لإثباث أفكار.

## حواش
- يجب على الكاتب مراعاة الأسلوب (اللغة، إختيار علامات ترقيم مناسبة وأن تكون بغرض التنسيق؛
- يتطلب هذا النوع درجة كبيرة من الوعي والتخصص؛
- يمكن الإطلاع على مصادر مرتبطة موثوقة.